# Romerillos, Guanajuato
Romerillos är en ort i Mexiko.   Den ligger i kommunen Xichú och delstaten Guanajuato, i den centrala delen av landet, 220 km norr om huvudstaden Mexico City. Romerillos ligger 1 675 meter över havet och antalet invånare är 131.
Terrängen runt Romerillos är kuperad åt sydväst, men åt nordost är den bergig. Terrängen runt Romerillos sluttar västerut. Runt Romerillos är det glesbefolkat, med 14 invånare per kvadratkilometer. Närmaste större samhälle är Xichú, 16,0 km väster om Romerillos. I omgivningarna runt Romerillos växer huvudsakligen savannskog.